# Federación Italiana de Fútbol

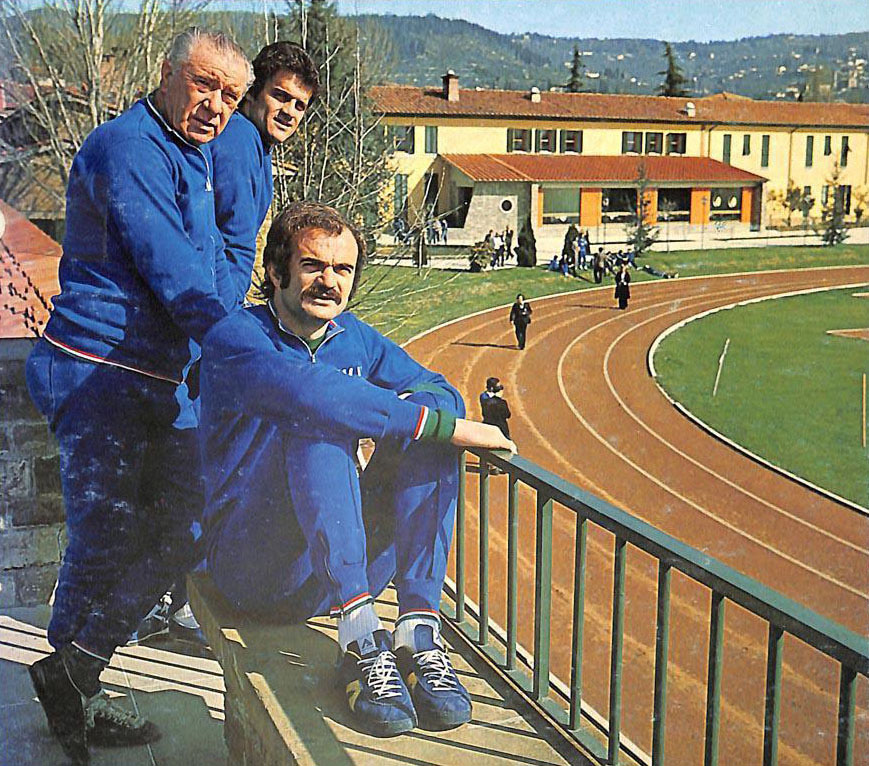
Ferruccio Valcareggi, Fabio Capello y Sandro Mazzola en el centro técnico de la FIGC, 1974.

La Federación Italiana de Fútbol (FIGC) (en italiano: Federazione Italiana Giuoco Calcio) es el máximo organismo del fútbol en Italia, con sede en Roma. Fue establecida en 1898 y es miembro integrante de la FIFA y de la UEFA desde su fundación. 
Se encarga de la organización de la Liga y la Copa de Italia, así como los partidos de la selección de fútbol de Italia en sus distintas categorías.

## Historia
La federación fue fundada en 1898, ya que el fútbol estaba ganando un lugar importante en el país y necesitaba una estructura formal para organizar este deporte. La primera presidencia se decidió en la ciudad de Turín, donde Mario Vicary fue elegido presidente en conjunto con Luigi D'Ovidio. 
Pocos años antes de y después de la fundación de la FIGC, se formaron clubes de fútbol por todo el país, principalmente en las ciudades de Génova, Turín, Milán, Nápoles, Roma y Palermo. 
Entre 1964 y 1980, se prohibió la participación de jugadores extranjeros en la liga italiana, principalmente para reavivar el equipo nacional. 
El FIGC tomó la administración en mayo de 2006, como resultado del escándalo en la Serie A de ese mismo año y fue puesta bajo la dirección de Guido Rossi. Ese mismo mes, Rossi fue elegido y aceptó el papel de Presidente de Telecom de Italia. Este hecho causó las reacciones de disgusto de los presidentes de los clubes de Italia. El 19 de septiembre, Rossi renunció a su cargo como Comisionado de FIGC. El 21 de septiembre, Luca Pancalli, quien encabezaba el Comité Olímpico Nacional Italiano, fue elegido para reemplazar Rossi. El 2 de abril de 2007, se eligió al presidente Giancarlo Abete, el anterior viepresidente de la organización, que permaneció en el cargo hasta 2014. Su sucesor fue Carlo Tavecchio, quien renunció después de que Italia no consiguió la clasificación al Mundial de Rusia de 2018 en noviembre de 2017. El 1 de febrero de 2018 el Secretario General del Comité Olímpico Nacional Italiano, Roberto Fabbricini, fue nombrado como comisario extraordinario y mantuvo el cargo hasta el 22 de octubre del mismo año, cuando fue elegido el presidente actual, Gabriele Gravina.

## Anécdotas destacadas
La FIGC tiene diferentes patrocinadores, técnicos y funcionarios. Las camisetas de fútbol de la selección nacional son hechas por la empresa alemana Puma, mientras que los uniformes de los árbitros son realizados por Legea. 
Ha pasado dos veces que la FIGC ha declarado nulo el torneo de Serie A al equipo que lo había ganado. El primer torneo que fue anulado fue al Torino, en el año 1927, por una presunta "combinación" en el juego. En esa circunstancia el torneo no se le asignó al segundo equipo clasificado, el Bologna FC, porque el entonces presidente de la FIGC, Leandro Arpinati, que era el boloñés, temió que la asignación del título al Bologna FC hubiera pudiera ser interpretada como una acción de su parte. 
El año 2006, la Juventus perdió los títulos obtenidos en los torneos 2004/2005 y 2005/2006 debido a que algunos de sus directivos habían manipulado partidos a través de beneficios arbitrales. Este escándalo se ha denominado como calciopoli. La sanción a la Juventus fue aplicada al finalizar el campeonato 2005/2006 lo que significó que el equipo perdiera todo su puntaje obtenido. Al perder el puntaje, la Juventus obtuvo el último lugar de la tabla de posiciones, lo cual significó que el club descendiera de categoría. El presidente, Guido Rossi, no siguió el ejemplo de su predecesor y en este caso, además de la sanción a la Juventus, también castigó al AC Milan al quitarle 30 puntos debido a que este club también estaba involucrado en deslealtad deportiva.

## Composición actual de la federación
- Presidente: Gabriele Gravina
- Vicepresidentes: Cosimo Sibilia (vicario) y Gaetano Micciché
- Director general: Michele Uva
- Secretario: Antonio Di Sebastiano

## Presidentes
| Presidente                                                       | Desde | Hasta       |
| ---------------------------------------------------------------- | ----- | ----------- |
| Mario Vicary                                                     | 1898  | 1905        |
| Giovanni Silvestri                                               | 1905  | 1907        |
| Emilio Balbiano di Belgioioso                                    | 1907  | 1909        |
| Luigi Bosisio                                                    | 1909  | 1910        |
| Felice Radice                                                    | 1910  | 1911        |
| Alfonso Ferrero di Ventimiglia                                   | 1911  | 1912        |
| Emilio Valvassori Vittorio Rignon                                | 1912  | 1913        |
| Luigi De Rossi                                                   | 1913  | 1914        |
| Carlo Montù                                                      | 1914  | 1915        |
| Francesco Mauro                                                  | 1915  | 1919        |
| Carlo Montù                                                      | 1919  | 1920        |
| Francesco Mauro                                                  | 1920  | 1921        |
| Giovanni Lombardi Luigi Bozino                                   | 1921  | 1923        |
| Giovanni Mauro                                                   | 1923  | 1924        |
| Luigi Bozino                                                     | 1924  | 1926        |
| Leandro Arpinati                                                 | 1926  | 1933        |
| Giorgio Vaccaro                                                  | 1933  | 1942        |
| Luigi Ridolfi                                                    | 1942  | 1944        |
| Giovanni Mauro Giuseppe Baldo Fulvio Bernardini Ottorino Barassi | 1944  | 1946        |
| Ottorino Barassi                                                 | 1946  | 1958        |
| Bruno Zauli                                                      | 1958  | 1959        |
| Umberto Agnelli                                                  | 1959  | 1961        |
| Giuseppe Pasquale                                                | 1961  | 1967        |
| Artemio Franchi                                                  | 1967  | 1976        |
| Franco Carraro                                                   | 1976  | 1978        |
| Artemio Franchi                                                  | 1978  | 1980        |
| Federico Sordillo                                                | 1980  | 1986        |
| Franco Carraro Andrea Manzella                                   | 1986  | 1987        |
| Antonio Matarrese                                                | 1987  | 1996        |
| Raffaele Pagnozzi                                                | 1996  | 1997        |
| Luciano Nizzola                                                  | 1997  | 2000        |
| Gianni Petrucci                                                  | 2000  | 2001        |
| Franco Carraro                                                   | 2001  | 2006        |
| Guido Rossi                                                      | 2006  | 2006        |
| Luca Pancalli                                                    | 2006  | 2007        |
| Giancarlo Abete                                                  | 2007  | 2014        |
| Carlo Tavecchio                                                  | 2014  | 2018        |
| Roberto Fabbricini                                               | 2018  | 2018        |
| Gabriele Gravina                                                 | 2018  | en el cargo |

## Palmarés

### Selecciones masculinas

#### Absoluta
| Competición                 | Campeón                     | Subcampeón      | Tercer puesto   |
| --------------------------- | --------------------------- | --------------- | --------------- |
| Copa Mundial de Fútbol      | 4 (1934, 1938, 1982 y 2006) | 2 (1970 y 1994) | 1 (1990)        |
| Eurocopa                    | 2 (1968 y 2020)             | 2 (2000 y 2012) | 1 (1988)        |
| Torneo Olímpico de Fútbol   | 1 (1936)                    | -               | 1 (1928)        |
| Liga de Naciones de la UEFA | -                           | -               | 2 (2021 y 2023) |
| Copa FIFA Confederaciones   | -                           | -               | 1 (2013)        |

#### Olímpica
| Competición               | Campeón | Subcampeón | Tercer puesto |
| ------------------------- | ------- | ---------- | ------------- |
| Torneo Olímpico de Fútbol | -       | -          | 1 (2004)      |

#### Sub-21
| Competición     | Campeón                           | Subcampeón      | Tercer puesto |
| --------------- | --------------------------------- | --------------- | ------------- |
| Eurocopa Sub-21 | 5 (1992, 1994, 1996, 2000 y 2004) | 2 (1986 y 2013) | -             |

#### Sub-20
| Competición                   | Campeón | Subcampeón | Tercer puesto |
| ----------------------------- | ------- | ---------- | ------------- |
| Copa Mundial de Fútbol Sub-20 | -       | 1 (2023)   | 1 (2017)      |

#### Sub-19
| Competición     | Campeón                     | Subcampeón                                    | Tercer puesto         |
| --------------- | --------------------------- | --------------------------------------------- | --------------------- |
| Eurocopa Sub-19 | 4 (1958, 1966, 2003 y 2023) | 7 (1959, 1986, 1995, 1999, 2008, 2016 y 2018) | 3 (1957, 1973 y 1980) |

#### Sub-17
| Competición                   | Campeón               | Subcampeón                              | Tercer puesto   |
| ----------------------------- | --------------------- | --------------------------------------- | --------------- |
| Copa Mundial de Fútbol Sub-17 | -                     | -                                       | -               |
| Eurocopa Sub-17               | 3 (1982, 1987 y 2024) | 6 (1986, 1993, 1998, 2013, 2018 y 2019) | 2 (1992 y 2005) |

#### Fútbol Sala
| Competición                 | Campeón         | Subcampeón | Tercer puesto         |
| --------------------------- | --------------- | ---------- | --------------------- |
| Copa Mundial de Fútbol Sala | -               | 1 (2004)   | 2 (2008 y 2012)       |
| Eurocopa de Fútbol Sala     | 2 (2003 y 2014) | 1 (2007)   | 3 (1999, 2005 y 2012) |

#### Fútbol Playa
| Competición                  | Campeón         | Subcampeón            | Tercer puesto                     |
| ---------------------------- | --------------- | --------------------- | --------------------------------- |
| Copa Mundial de Fútbol Playa | -               | 3 (2008, 2019 y 2024) | -                                 |
| Euro Beach Soccer League     | 2 (2005 y 2018) | 2 (1998 y 2010)       | 5 (2001, 2009, 2012, 2017 y 2021) |

### Selecciones femeninas

#### Absoluta
| Competición                     | Campeón | Subcampeón      | Tercer puesto |
| ------------------------------- | ------- | --------------- | ------------- |
| Copa Mundial Femenina de Fútbol | -       | -               | -             |
| Eurocopa Femenina               | -       | 2 (1991 y 1997) | 1 (1987)      |
| Torneo Olímpico de Fútbol       | -       | -               | -             |

#### Sub-20
| Competición                            | Campeón  | Subcampeón | Tercer puesto |
| -------------------------------------- | -------- | ---------- | ------------- |
| Copa Mundial Femenina de Fútbol Sub-20 | -        | -          | -             |
| Eurocopa Femenina Sub-19               | 1 (2008) | -          | 1 (1999)      |

#### Sub-17
| Competición                            | Campeón | Subcampeón | Tercer puesto |
| -------------------------------------- | ------- | ---------- | ------------- |
| Copa Mundial Femenina de Fútbol Sub-17 | -       | -          | 1 (2014)      |
| Eurocopa Femenina Sub-17               | -       | -          | 1 (2014)      |

### Clubes asociados

#### Sección fútbol masculino
| Competición                        | Títulos | Año |
| ---------------------------------- | ------- | --- |
| Liga de Campeones de la UEFA       | 12      | 1962/63, 1963/64, 1964/65, 1968/69, 1984/85, 1988/89, 1989/90, 1993/94, 1995/96, 2002/03, 2006/07, 2009/10. |
| Copa Intercontinental              | 7       | 1964, 1965, 1969, 1985, 1989, 1990, 1996.                                                                   |
| Copa Mundial de Clubes de la FIFA  | 2       | 2007, 2010.                                                                                                 |
| Copa Intertoto de la UEFA          | 4       | 1998, 1999, 2000, 2003.                                                                                     |
| Liga Europa de la UEFA             | 10      | 1976/77, 1988/89, 1989/90, 1990/91, 1992/93, 1993/94, 1994/95, 1997/98, 1998/99, 2023/24.                   |
| Liga Europa Conferencia de la UEFA | 1       | 2021/22. |
| Recopa de la UEFA                  | 7       | 1960/61, 1967/68, 1972/73, 1983/84, 1989/90, 1992/93, 1998/99.                                              |
| Supercopa de la UEFA               | 9       | 1985, 1989, 1990, 1995, 1998, 1999, 2003, 2007.                                                             |